# Rachidi Gbadamassi
Rachidi Gbadamassi, né en 1970, premier maire de la ville de Parakou au Benin, plusieurs fois élu député à l'Assemblée nationale du Bénin est un homme politique béninois.

## Biographie

### Parcours académique
Rachidi Gbadamassi s'est inscrit en 2018 en première année de droit capacitaire à l'Université de Parakou (UP), malgré certaines polémiques. En 2023, il obtient son diplôme de Master 2 en politique de défense et de sécurité à l’École nationale supérieure des armées de Porto-Novo, établissement en partenariat avec la Faculté de Droit et de Sciences Politiques (FDSP) de l’Université de Parakou.

### Début de carrière politique
Rachidi Gbadamassi, nait en 1970. Il est le premier maire de la ville de Parakou au début des années 2000, après la décentralisation de l'administration publique au Bénin, à la suite de la promulgation de la loi n° 98-006 portant régime électoral communal et municipal en République du Bénin par le Chef de l'État. Son mandat commence sous la présidence de Mathieu Kérékou, marquant une étape importante dans l'organisation locale du pouvoir.

## Parcours parlementaire
Sous la bannière du parti politique Union Progressiste le Renouveau, il devient député de la 5e législature du Bénin, en poste de 2007 à 2011. Jusqu'en 2019, lors de la 8e législature, il siège en tant que député sous l'étiquette du Bloc Républicain, un parti de la mouvance présidentielle. Au cours de cette période, Gbadamassi occupe plusieurs postes importants, notamment celui de 1er vice-président du Réseau des Parlementaires Africains Membres des Commissions Défense et Sécurité. Il préside également la Commission des relations extérieures, de la coopération au développement, de la défense et de la sécurité au sein de cette organisation parlementaire. En décembre 2024,  Il est nommé ministre conseiller chargé de la défense par le président de la République, Patrice Talon.

## Affaire assassinat du juge Sévérin Coovi en 2005
Le 7 novembre 2005  le Juge Sévérin Coovi premier, président de la Cour d’appel de Parakou retrouvé mort dans la malle arrière de son véhicule de fonction au quartier Zongo dans le troisième arrondissement de Parakou.
En 2005, le juge d'instruction près le tribunal de première instance de Parakou, Alméida Daniel, ordonne la mise sous mandat de dépôt du maire de Parakou, Rachidi Gbadamassi. Cette décision est prise dans le cadre de l'enquête sur l'assassinat du Président de la Cour d'appel ,,. Le jeudi 23 juillet 2015, la Cour d'appel de Parakou comndamne Clément Adétona est condamné à la réclusion à perpétuité pendant que Ramane Amadou et Raïmi Moussé sont acquittés en raison du doute qui subsiste à leur égard. Quant à Rachidi Gbadamassi, dont le nom revient à plusieurs reprises dans cette affaire, il avait été emprisonné, mais a bénéficié d'une remise en liberté provisoire, suivie d'une libération définitive et un non-lieu de la cour d’appel en 2013. 